# Школа за запасни офицери „Христо Ботев“
Школата за запасни офицери „Христо Ботев“ е бивше военно училище в България за обучение и подготовка на офицери от запаса (резерва) на въоръжените сили.
Просъществувала е от 1901 до 2008 г. Разполагала се е последователно в София, Велико Търново и Плевен. Провеждала е обучение също в Скопие и Русе.

## История
Училището е наследник на 2 школи за запасни офицери – Школа за запасни подпоручици в пехотата (открита на 7 февруари 1901 г.) и Школа за запасни подпоручици в артилерията (1903).
През 1908 г. 2-те школи се обединяват в Школа за запасни офицери. Седалището на школата е в с. Княжево (днес квартал на София), наричана е и Княжевско военно училище. На 2 юни 1945 г. школата е преименувана в Народна школа за запасни офицери „Христо Ботев“. Според други източници преименуването става с указ № 6 от 5 март 1946 г. по доклад на Министъра на войната № 32 от 18 февруари 1946 година. През 1950 г. седалището на школата е преместено от София във Велико Търново.
В 1961 г. Школата е отделена и преместена в Плевен в казармите на Четвърти пехотен плевенски полк – 1 район в двуетажен комплекс, завършен през октомври 1888 г. с обща застроена площ от около 7000 m2 и открита площ от 37 дка. и 2 казармен район в североизточния край на града. След 1980 г. 1-ви район е опразнен от ШЗО и е предаден на военното комендантство на Плевенския гарнизон (включващ и военновъздушното училище в Д. Митрополия и др.)
През 1973 г. е предоставен нов 3-ти район за строителство на казармено-учебен фонд и технически парк, отговарящ на новите потребности на училището в който да се събере цялата школа. Това е терен, на който са се водили епичните боеве за Плевен през 1877 г. Първата копка на новата школа, намираща се дотогава в 3 района на града, е направена на 19 декември 1976 г. На площ от 700 дка са изградени и предадени в експлоатация 41 обекта за периода от 1978 до 1991 г. През първия етап на строителството са реализирани капиталовложения за строително-монтажни работи, машини и съоръжения и обзавеждане за 22 млн. 317 хил. лева. Новият казармен район, включващ административно-битов, физкултурно-спортен, домакинско-складов, парково-технически район, учебни полигони, е изграден съвместно с представители на под. 38420 (София) – инвеститор, ПРОНО – проектант, под. 42390 (Плевен) – изпълнител.
До 1990-те години в школата ежегодно се обучават по ок. 3000 школника, със срок на обучение една година за завършилите средно образование, 6 мес. за висшисти. На отличниците е присвоявано първо офицерско звание веднага след завършването ѝ, а останалите отиват по частите като старшини школници и се произвеждат офицери след 1 година при уволнението им от редовна служба.
Школата е дислоцирана в 3 учебно-казармени бази в града, наречени райони, със следните ръководни, учебно-войскови и обслужващи подразделения:
- 1-ви район – командване и щаб на Школата, свързочен батальон, комендантски, обслужващи и др. подразделения;
- 2-ри район – мотострелкови батальон, артилерийски дивизион, зенитно-артилерийска батарея, разузнавателна рота и др.;
- 3-ти район – танков батальон, автомобилен батальон и др.

Обучавайки и командвайки бъдещи офицери, командирите и преподавателите имат права с 1 степен по-високи от нормалното за съответната длъжност. Във военно-временна обстановка е планирано на базата на Школата да бъде разгърната учебна дивизия, а нейните 3 района да се преобразуват в полкове.
През 1990-те години училището е преименувано на Школа за подготовка на запасни офицери (ШПЗО). Броят на обучаемите постепенно се съкращава и от бившите 3 района остава да функционира само 3-ти район. Голямата част от бившия 2-ри район днес е застроена с търговски центрове. Най-старият 1-ви район, намиращ се в центъра на града в комплекс, построен още в 1888 г. за нуждите на войската, е преустроен в Плевенска музейна палата.
През 1998 г. паралелно с школническите батальони са сформирани и 2 батальона за подготовка на младши командири (сержанти) за нуждите на Сухопътните войски. В края на годината на базата на съществуващите се формират 4 батальона за младши командири и 3 батальона за подготовка на новобранци. Подготвят се командири на мотопехотни отделения, командири-мерачи и механик-водачи на БМП 1.
От 2000 г. се обучават и механик-водачи на „БМП-23“ и механик-водачи на самоходни гаубици. Командири-мерачи и механик-водачи на танкове „Т-72“ и „Т-55“, командири на свързочни разчети, санитарни инструктори, командири на артилерийски разчети получават първоначалната си подготовка в Плевен до 2001 г.
От началото на 2002 г. паралелно с подготовката на новобранци със срок на обучение 1,5 мес. са обучавани и войници специалисти със срок на обучение 3 мес. – мерачи на картечници, мерачи на РПГ-7 В, механик-водачи на МТЛБ, СМХ и СГ, санитарни инструктори и шофьори на автомобили, БТР и БРДМ в Русе. Започва обучението и на кадрови войници в 2 модула: за първоначална общовойскова подготовка (с продължение 20 дни) и за придобиване на военна специалност и квалификация в зависимост от специалността – автоматчици, картечари, бордови мерачи, снайперисти, шофьори, механик-водачи на верижни машини и гранатометчици.
По-късно школата е редуцирана до армейска Учебна база „Христо Ботев“. На 28 май 2008 г., в рамките на етапните съкращения в БА, 107-годишното военно училище е тържествено закрито. Бойното знаме е предадено в Националния военноисторически музей.

## След закриването
В казармите на 3-ти район е настанена изтеглената от Южна България Пета шипченска механизирана бригада, която по-късно е разформирована.
Голямата част от бившия 2-ри район днес е застроена с търговски центрове, а останалата незастроена част извън тях е запустяла.
Най-старият 1-ви район, намиращ се в центъра на града, е преустроен в Плевенска музейна палата, в която е настанен Регионалният исторически музей.
В Плевенския гарнизон са разположени един зенитно-ракетен дивизион, подчинен на Втора механизирана бригада в Стара Загора, един механизиран батальон, подчинен на 61-ва механизирана Карловска бригада и Център за начална военна подготовка.